# Циньов Георгій Карпович
Георгій Карпович Циньов (5 травня 1907, місто Катеринослав, тепер Дніпро — 31 травня 1996, місто Москва) — радянський діяч органів державної безпеки, заступник, 1-й заступник голови КДБ СРСР, генерал армії (13.12.1978). Член Центральної Ревізійної комісії КПРС у 1971—1976 роках. Кандидат у члени ЦК КПРС у 1976—1981 роках. Член ЦК КПРС у 1981—1986 роках. Депутат Верховної Ради Російської РФСР 8—10-го скликань. Депутат Верховної Ради СРСР 10—11-го скликань. Герой Соціалістичної Праці (4.05.1977).

## Життєпис
У 1925—1929 роках працював робітником, помічником розмітника, бригадиром Дніпропетровського металургійного заводу імені Петровського.
У 1929—1934 роках — студент Дніпропетровського металургійного інституту.
Член ВКП(б) з 1932 року.
У 1934—1939 роках — майстер, інженер, старший інженер, відповідальний секретар бюро, виконувач обов'язків начальника цеху Нижньодніпровського трубопрокатного заводу імені Карла Лібкнехта в Нижньодніпровську Дніпропетровської області.
У 1939—1940 роках — завідувач металургійного відділу Дніпропетровського міського комітету КП(б)У. З квітня 1940 року — 1-й секретар Ленінського районного комітету КП(б)У міста Дніпропетровська.
У 1940 — 29 березня 1941 року — секретар Дніпропетровського міського комітету КП(б)У з кадрів. 29 березня 1941 — липень 1941 року — 3-й секретар Дніпропетровського міського комітету КП(б)У.
З липня 1941 року служив у Червоній армії на політичній роботі, учасник німецько-радянської війни. У липні — листопаді 1941 року — військовий комісар артилерійського полку. У листопаді 1941 — лютому 1942 року — військовий комісар штабу оперативної групи 21-ї армії Південно-Західного фронту. У лютому — липні 1942 року — заступник начальника політичного управління Калінінського фронту. У липні 1942 — травні 1943 року — начальник політичного відділу 4-ї ударної армії Калінінського фронту. У травні 1943 — жовтні 1945 року — начальник політичного відділу 57-ї армії на 2-му Українському і 3-му Українському фронтах, а з червня 1945 року — в Південній групі військ.
У жовтні 1945 — квітні 1946 року — начальник економічного відділу, в квітні 1946 — 28 серпня 1950 року — помічник Верховного комісара — начальник штабу радянської частини Союзницької комісії в Австрії. 28 серпня 1950 — 28 липня 1951 року — заступник Верховного комісара радянської частини Союзницької комісії в Австрії.
У липні 1951 — вересні 1953 року — слухач Вищої військової академії Генерального штабу імені Ворошилова.
З 21 вересня 1953 по 24 червня 1958 року — начальник Управління особливих відділів МВС (з 1954 року — КДБ) по Групі радянських військ у Німеччині.
24 червня 1958 — 24 жовтня 1960 року — начальник Військового інституту КДБ при Раді міністрів СРСР імені Дзержинського.
З 24 жовтня 1960 по травень 1964 року — начальник Спеціального управління (особливих відділів ракетних військ стратегічного призначення) 3-го управління (військова контррозвідка) КДБ при Раді міністрів СРСР.
У березні 1961 — 23 лютого 1966 року — заступник начальника 3-го управління (військова контррозвідка) КДБ при Раді міністрів СРСР.
23 лютого 1966 — 24 липня 1967 року — начальник 3-го управління (військова контррозвідка) КДБ при Раді міністрів СРСР. З 24 травня 1967 року — член Колегії КДБ при Раді міністрів СРСР.
24 липня 1967 — 28 липня 1970 року — начальник 2-го Головного управління (контррозвідка) КДБ при Раді міністрів СРСР. У 1968 році перебував у складі оперативної групи КДБ в Чехословаччині, брав участь у підготовці питання про введення військ країн Варшавського Договору в цю країну.
28 липня 1970 — 25 січня 1982 року — заступник голови КДБ при Раді Міністрів СРСР. Відповідно до розподілу обов'язків курирував військову контррозвідку (3-е управління) і Слідчий відділ. У 1970—1974 роках також курирував 15-е управління (обслуговування атомних сховищ вищого керівництва), що стало надалі Головним управлінням. Був довіреною особою Л. І. Брежнєва в органах державної безпеки.
За видатні заслуги в забезпеченні безпеки Батьківщини і в зв'язку з сімдесятиріччям з дня народження, Указом Президії Верховної Ради СРСР від 4 травня 1977 року генерал-полковнику Циньову Георгію Карповичу присвоєно звання Героя Соціалістичної Праці з врученням ордена Леніна і золотої медалі «Серп і Молот».
25 січня 1982 — 1 грудня 1985 року — 1-й заступник голови КДБ СРСР.
З грудня 1985 по 11 січня 1992 року — військовий інспектор-радник Групи генеральних інспекторів Міністерства оборони СРСР.
З січня 1992 року — у відставці в Москві.
Помер 31 травня 1996 року. Похований на Ваганьковському цвинтарі в Москві.

## Військові звання
- полковий комісар
- полковник (.12.1942)
- генерал-майор (19.04.1945)
- генерал-лейтенант (9.01.1957)
- генерал-полковник (27.10.1967)
- генерал армії (13.12.1978)

## Нагороди і звання
- Герой Соціалістичної Праці (4.05.1977)
- три ордени Леніна (29.12.1973, 4.05.1977, 4.05.1982)
- орден Жовтневої Революції (4.06.1971)
- три ордени Червоного Прапора (19.03.1944, 28.04.1945, 28.04.1980)
- орден Трудового Червоного Прапора (5.05.1967)
- орден Богдана Хмельницького ІІ ст. (3.11.1944)
- два ордени Вітчизняної війни І ст. (13.09.1944, 11.03.1985)
- орден Вітчизняної війни ІІ ст. (27.09.1943)
- орден Святого Олександра IV ступеня з мечами (21.05.1945, Болгарія)
- орден Заслуг 1-го класу (Угорщина)
- орден «Червоного Прапора» (Монголія)
- медаль «За бойові заслуги» (19.11.1951)
- медаль «За перемогу над Німеччиною у Великій Вітчизняній війні 1941—1945 рр.»
- медалі